# Клел (Марна)
Клел (фр. Clesles) насеље је и општина у североисточној Француској у региону Шампањ-Арден, у департману Марна која припада префектури Еперне.
По подацима из 2011. године у општини је живело 590 становника, а густина насељености је износила 44,49 становника/km². Општина се простире на површини од 13,26 km². Налази се на средњој надморској висини од 79 метара.

## Демографија
| 1962. | 1968. | 1975. | 1982. | 1990. | 1999. | 2011. |
| ----- | ----- | ----- | ----- | ----- | ----- | ----- |
| 506   | 508   | 474   | 477   | 463   | 478   | 590   |

График промене броја становника у току последњих година